# Condado de Clinton (Michigan)
O Condado de Clinton é um dos 88 condados do estado americano de Michigan. A sede do condado é St. Johns, e sua maior cidade é St. Johns.
O condado possui uma área de 1 488 km² (dos quais 8 km² estão cobertos por água), uma população de 64 753 habitantes, e uma densidade populacional de 44 hab/km² (segundo o censo nacional de 2000).